# Gesamtleistung
Die Gesamtleistung (gelegentlich auch: Betriebsleistung) ist im Rechnungswesen das Resultat bewerteter, periodengerechter, dem eigentlichen Betriebszweck dienender Produktion von Gütern oder Dienstleistungen eines Unternehmens. 

## Allgemeines
Dem Betriebszweck entspricht die Produktion dann, wenn es sich um Produkte oder um Vorprodukte für Güter des unternehmerischen Sachziels handelt. Bewertet bedeutet, dass die Leistungsmengen eines Unternehmens mit Preisen versehen werden. Das Aggregat „Gesamtleistung“ wird in der Gewinn- und Verlustrechnung des § 275 HGB nicht erwähnt (weder im Gesamtkostenverfahren noch im Umsatzkostenverfahren).

## Ermittlung
Die Gesamtleistung ist die (Zwischen-)Summe aus den ersten drei Positionen der Gewinn- und Verlustrechnung nach dem Gesamtkostenverfahren gemäß § 275 Abs. 2 HGB:
```
   
Umsatzerlöse

   + Erhöhung des 
Bestands
 an 
fertigen
 und 
unfertigen
 Erzeugnissen oder
   - Verminderung des Bestands an fertigen und unfertigen Erzeugnissen
   + andere aktivierte 
Eigenleistungen

   = Gesamtleistung
```

Die Umsatzerlöse betreffen die aus dem Verkauf von Gütern und Dienstleistungen in einer Rechnungsperiode erzielten Erlöse. Unter diesen können sich auch Erlöse aus Produkten befinden, die bereits in vorherigen Rechnungsperioden hergestellt, aber noch nicht verkauft wurden. Hierfür gibt es den Korrekturposten „Erhöhung oder Verminderung des Bestands an fertigen und unfertigen Erzeugnissen“ („Bestandsveränderungen“), der die Lagerhaltung berücksichtigt. Wurden Produkte im Vorjahr hergestellt, zunächst auf Lager genommen und erst im laufenden Jahr verkauft, so werden sie für die Zwecke der periodengerechten Ermittlung der Gesamtleistung als Bestandsabbau von den Umsatzerlösen abgezogen („Bestandsverminderung“). Sie haben im laufenden Jahr keine Kosten verursacht. Werden umgekehrt Produkte im laufenden Jahr hergestellt, aber nicht verkauft, so werden sie als Bestandsveränderung addiert („Bestandserhöhung“), weil ihre Herstellkosten zu berücksichtigen sind. Aktivierte Eigenleistungen sind unternehmensinterner Art und haben ebenfalls Aufwand ausgelöst, der jedoch nicht zu Erlösen im Markt geführt hat.

## Wirtschaftliche Aspekte
In der Bilanzanalyse kommt der Gesamtleistung insbesondere bei lagerintensiven Unternehmen eine höhere Aussagekraft zu als den Umsatzerlösen. Zu den lagerintensiven Unternehmen gehören Betriebe, bei denen aus Gründen des Produktionsprozesses die Produkte nicht innerhalb einer Rechnungsperiode fertiggestellt sind und deshalb zu hohen Bestandsveränderungen führen. Dies ist in der Bauwirtschaft (hier heißt die Gesamtleistung Bauleistung) oder der Investitionsgüterindustrie (Anlagenbau, Flugzeugbau, Schiffbau) der Fall, weil hier die Umsatzrealisierung punktuell vom Geschäftsjahr der Fertigstellung abhängt. Bei Betrieben mit hoher Lagerumschlagshäufigkeit spielt die Gesamtleistung indes keine Rolle, weil hier lediglich der Bilanzstichtag zufällig zu Lagerbeständen führt, die als Bestandsveränderung zu zeigen sind.